# Fundacja Foto Pozytyw
Fundacja Foto Pozytyw – polskie stowarzyszenie fotograficzne utworzone w 2017. Członek zbiorowy Fotoklubu Rzeczypospolitej Polskiej Stowarzyszenia Twórców.

## Historia
Fundacja Foto Pozytyw powstała 10 października 2017 w Radomsku, z inicjatywy Marcina Kwarty – obecnego wiceprezesa Zarządu Fotoklubu Rzeczypospolitej Polskiej Stowarzyszenia Twórców. W 2018 stowarzyszenie zostało przyjęte w poczet członków zbiorowych Fotoklubu RP.

## Działalność
Celem działalności Fundacji Foto Pozytyw jest upowszechnianie fotografii, współpraca z innymi środowiskami twórczymi, upowszechnianie fotografii artystycznej, dokumentalnej, reportażowej oraz promocja miasta Radomska. Miejsce szczególne w działalności artystycznej fundacji zajmuje fotografia w szlachetnych technikach fotograficznych. Statutowym celem fundacji jest dbałość o interesy twórcze członków stowarzyszenia oraz dbałość o ochronę ich praw autorskich. Fundacja Foto Pozytyw zrzesza twórców fotografii artystycznej, sympatyków fotografii związanych z radomszczańskim środowiskiem fotograficznym – fotoamatorów oraz fotografów związanych z fotografią zawodowo.
Fundacja Foto Pozytyw prowadzi aktywną działalność dydaktyczną. Jest organizatorem prelekcji, spotkań, wystaw fotograficznych, warsztatów oraz prezentacji powarsztatowych, między innymi w ramach Akademii foto ART. Stowarzyszenie ma swoją siedzibę w Radomsku. Organem sprawującym nadzór nad fundacją jest Ministerstwo Kultury i Dziedzictwa Narodowego.

## Pierwszy Zarząd FundacjiFoto Pozytyw
- Marcin Kwarta – prezes Zarządu[1][8]
- Janusz Taranek – wiceprezes Zarządu[1][8]
- Tomasz Bugajczyk – wiceprezes Zarządu[1][8]